# Foto Finish
Foto Finish è stato un varietà televisivo prodotto e trasmesso sulla Rete 1 per la struttura di Brando Giordani, in onda per sei puntate dal 15 agosto 1981 al 19 settembre 1981 nella prima serata del sabato.. Gli autori erano Carla Vistarini e Giancarlo del Re.
La conduzione era affidata ai giovani attori della Bottega di Teatro diretta da Vittorio Gassman, con la partecipazione del danzatore Louis Falco, già coreografo del film musicale Saranno famosi e ideatore delle coreografie dello spettacolo. 
Ogni puntata si incentrava su un cantante di cui si tracciava il percorso artistico. Gli ospiti furono: Gino Paoli, Peppino Di Capri, Mario Merola, Loredana Bertè, Bruno Lauzi e Ornella Vanoni.
La sigla di testa era Fotofinish, eseguita dai Gin & Tonic, mentre la sigla di coda era Rendez Vous pour une Jeune Fille eseguita da Richard Clayderman.